# 新生精神康復會

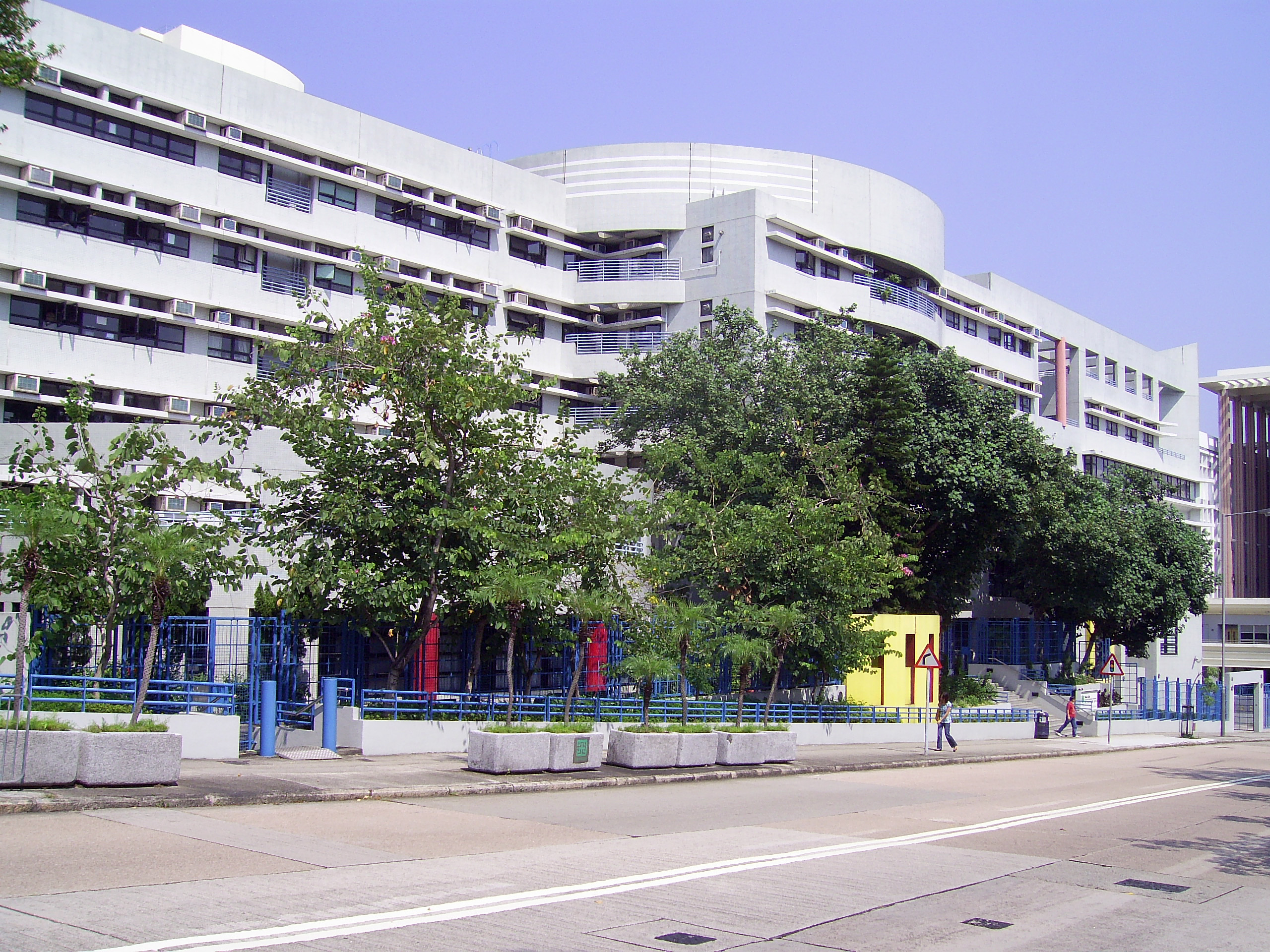
新生精神康復會總辦事處

新生精神康復會（New Life Psychiatric Rehabilitation Association，簡稱新生會）原稱「新生互助會」（New Life Mutual Aid Club），為精神病康復者提供長期住宿照顧、生活技能訓練及精神康復服務，並持續發展他們各方面的優勢和能力，讓他們逐漸融入社區生活，於院舍享受豐盛的生活。
鄔維庸醫生自1966年至2006年擔任新生精神康復會執行委員會主席，於2006年10月3日因病辭世後，康復會特別成立「鄔維庸醫生基金」，所得款項將用作發展康復會與內地的社區精神康復服務交流計劃。

## 歷史
新生精神康復會是由荔枝角醫院院長劉曼華醫生與一群香港精神病康復人士創辦，於1968年按《公司條例》獲准註冊為有限公司，1969年成為世界心理衛生聯盟（World Federation for Mental Health）的聯會及香港社會服務聯會的會員，1970年加入香港公益金為會員。新生精神康復會開設不牟利宿舍、庇護工場、農場、會所等，讓出院後之精神病康復者及智障人士能獲得免費或低廉費用之臨時居處、職業訓練、庇護工作、消遣及活動，以直接或間接輔助康復進程。2019年4月馮丹媚女士上任為行政總裁，並且翌年因為私人理由辭去行政總裁職務；且該空缺有原專業服務經理（綜合職業康復服務）於2021年6月15日起，經過新生精神康復會執行委員會裁決，升任新生精神康復會行政總裁。

## 架構
委員及顧問（2024/25年度）
創立人
劉曼華 醫生
贊助人
何世柱 先生
會長
張妙清 教授
副會長
劉業強 先生, BBS, MH, JP
蘇陳偉香 女士, SBS, BBS
王國耀 醫生
鄔伍錦貞 女士
楊永強 教授, GBS, OBE, JP
義務核顧問
盧寵茂 教授
孫玉菡 先生
黎堅明 先生
諾文 • 桑多理 教授
義務核數師
李福樹會計師事務所
義務法律顧問
霍璽 律師（Mr. Angus Forsyth）
何啟德 律師
執行委員會
- 主席

譚贛蘭 女士, SBS, JP
- 副主席

余枝勝 醫生, MH
- 義務秘書

張鴻堅 醫生
- 義務司庫

鄒自衡 先生
- 委員

陳李藹倫 女士, SBS
李子超 醫生
盧慧芬 醫生
黃廣揚 先生
胡婉玲 女士
楊國華 博士
楊蔚菁 先生
余惠偉 先生, JP
職員
- 行政總裁

朱世明 先生, 原專業服務經理（綜合職業康復、自閉症人士服務）

## 服務單位

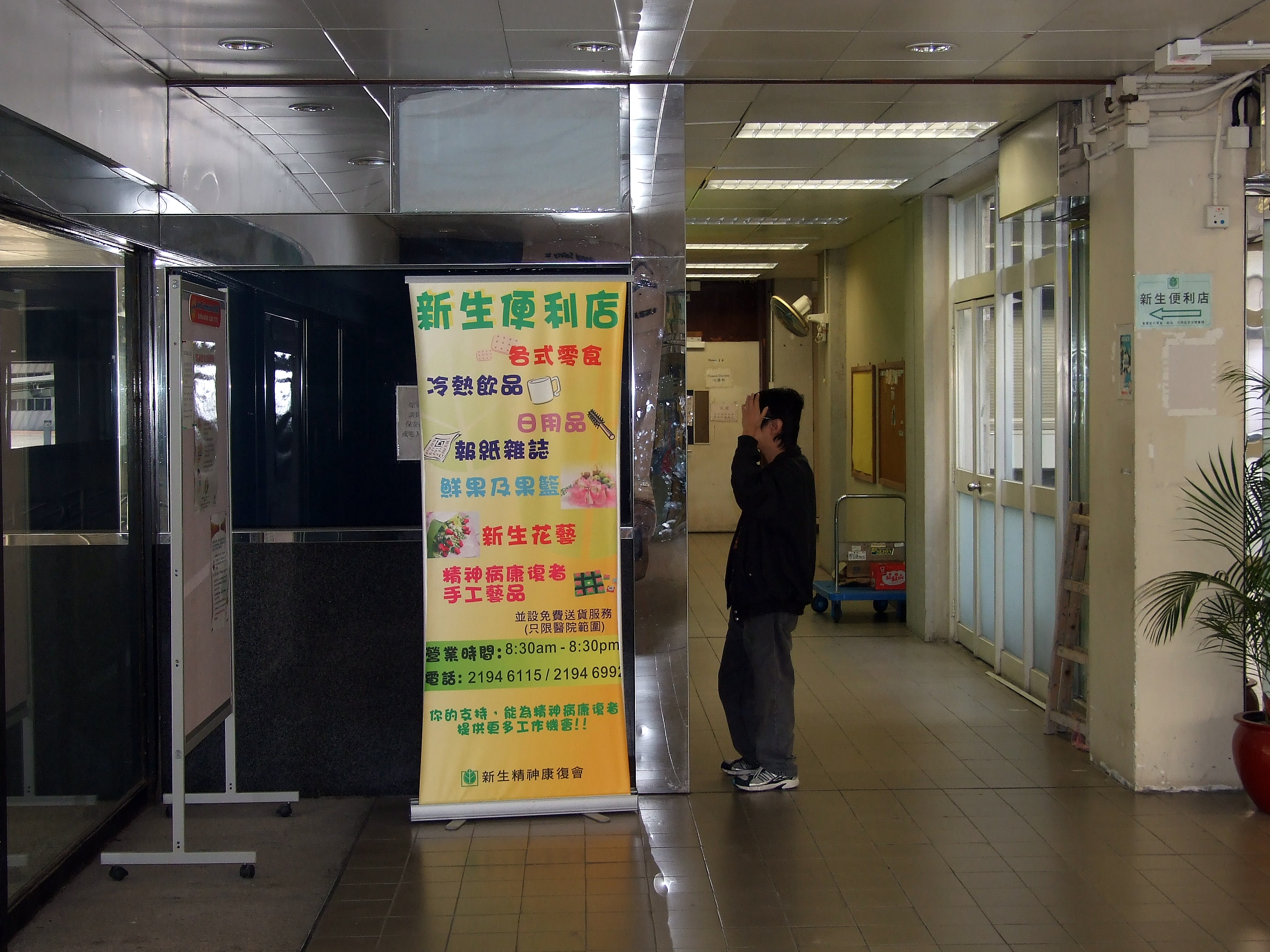
九龍醫院西翼大樓新生便利店

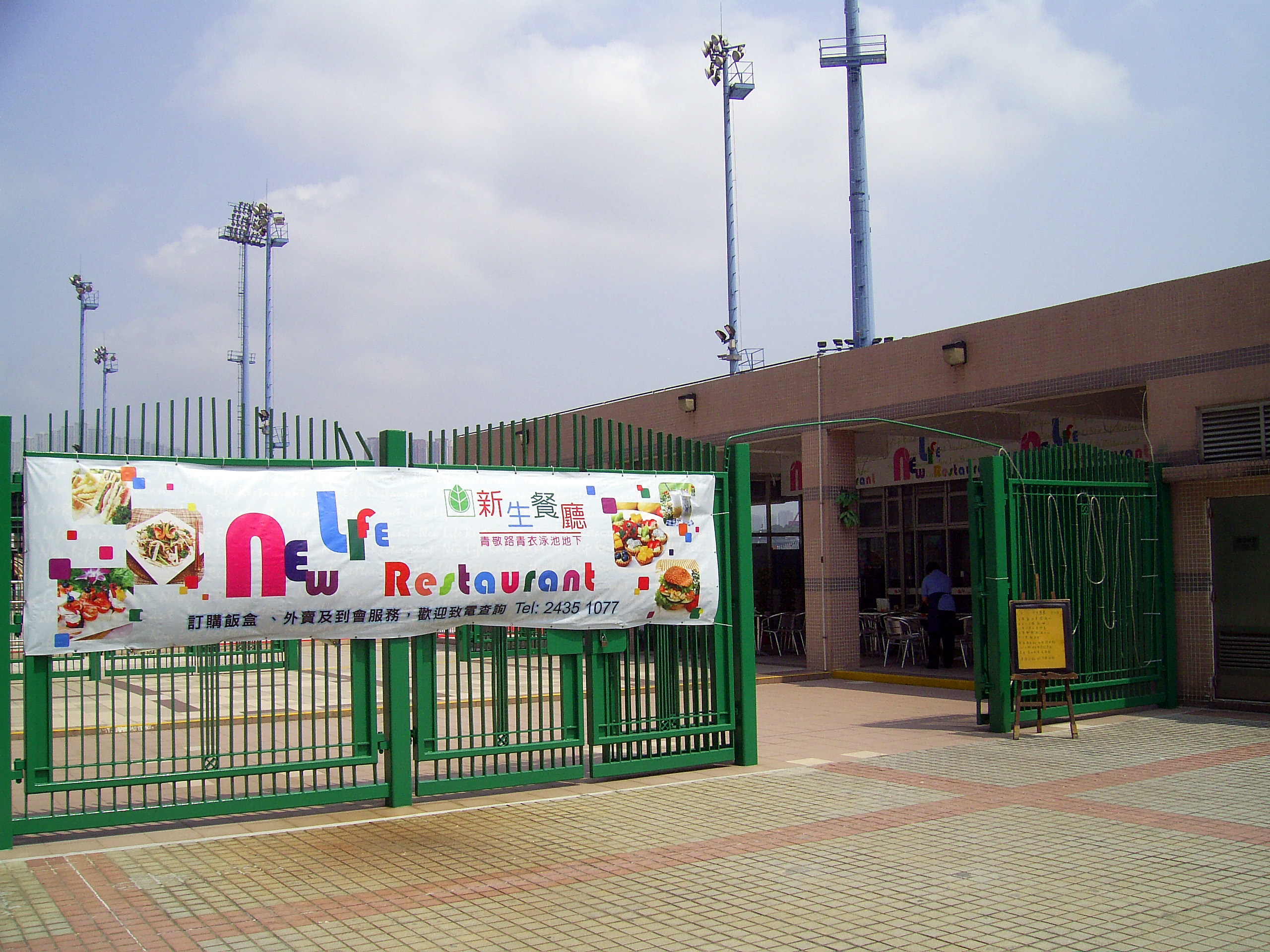
已結業的青衣游泳池青衣新生餐廳

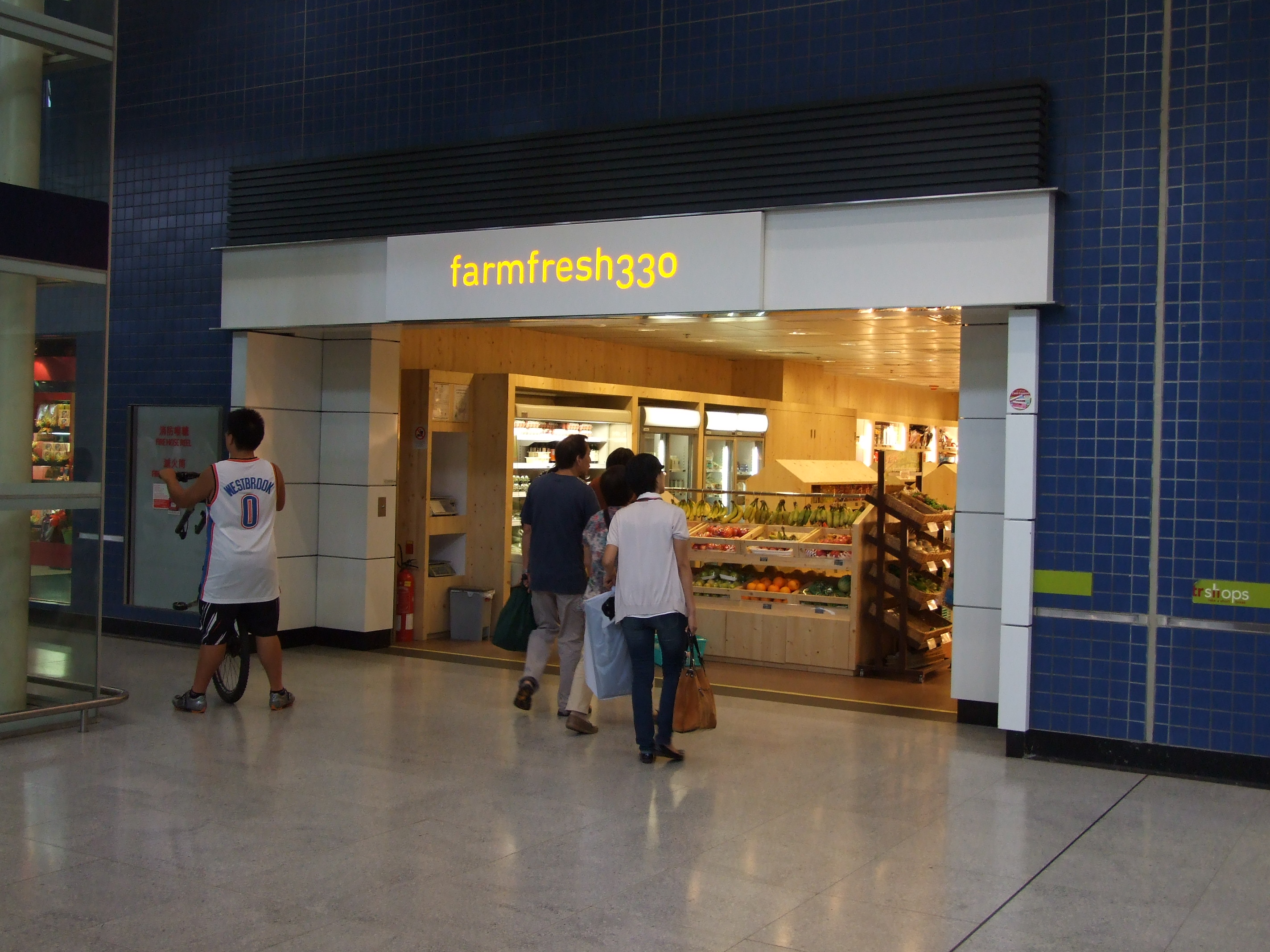
農社330大圍店

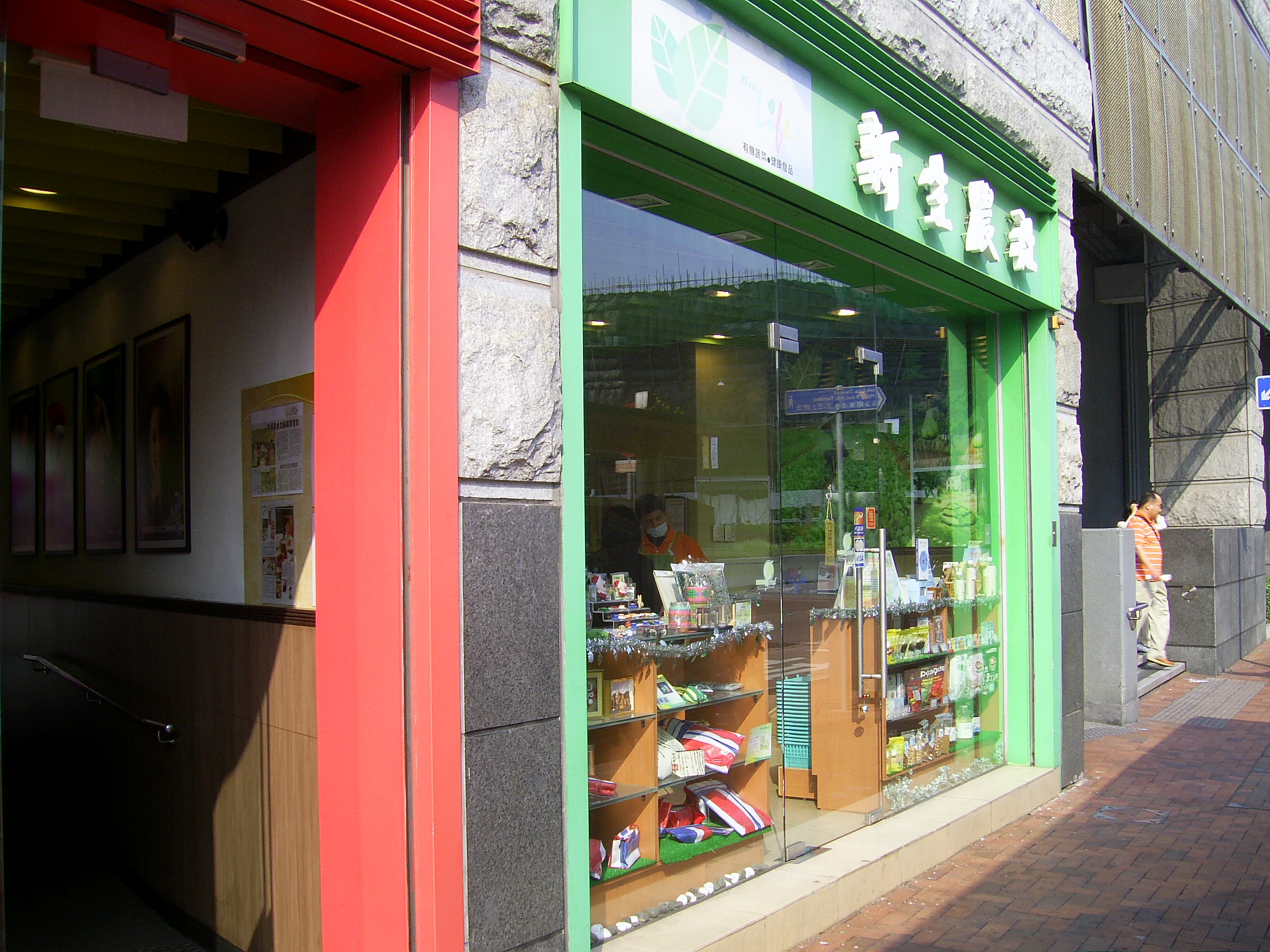
新生農社（尖東站）

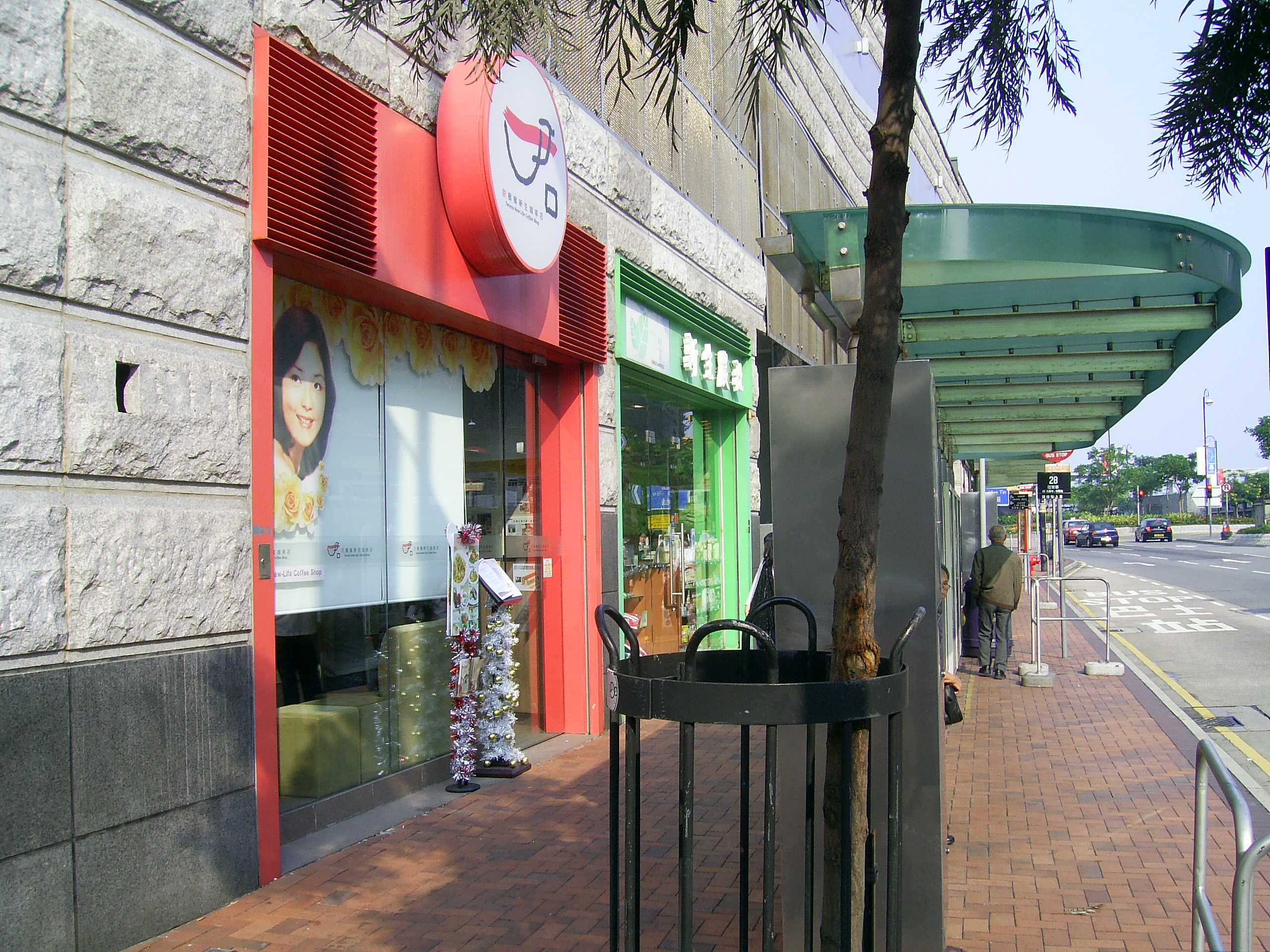
甜蜜蜜新生咖啡店

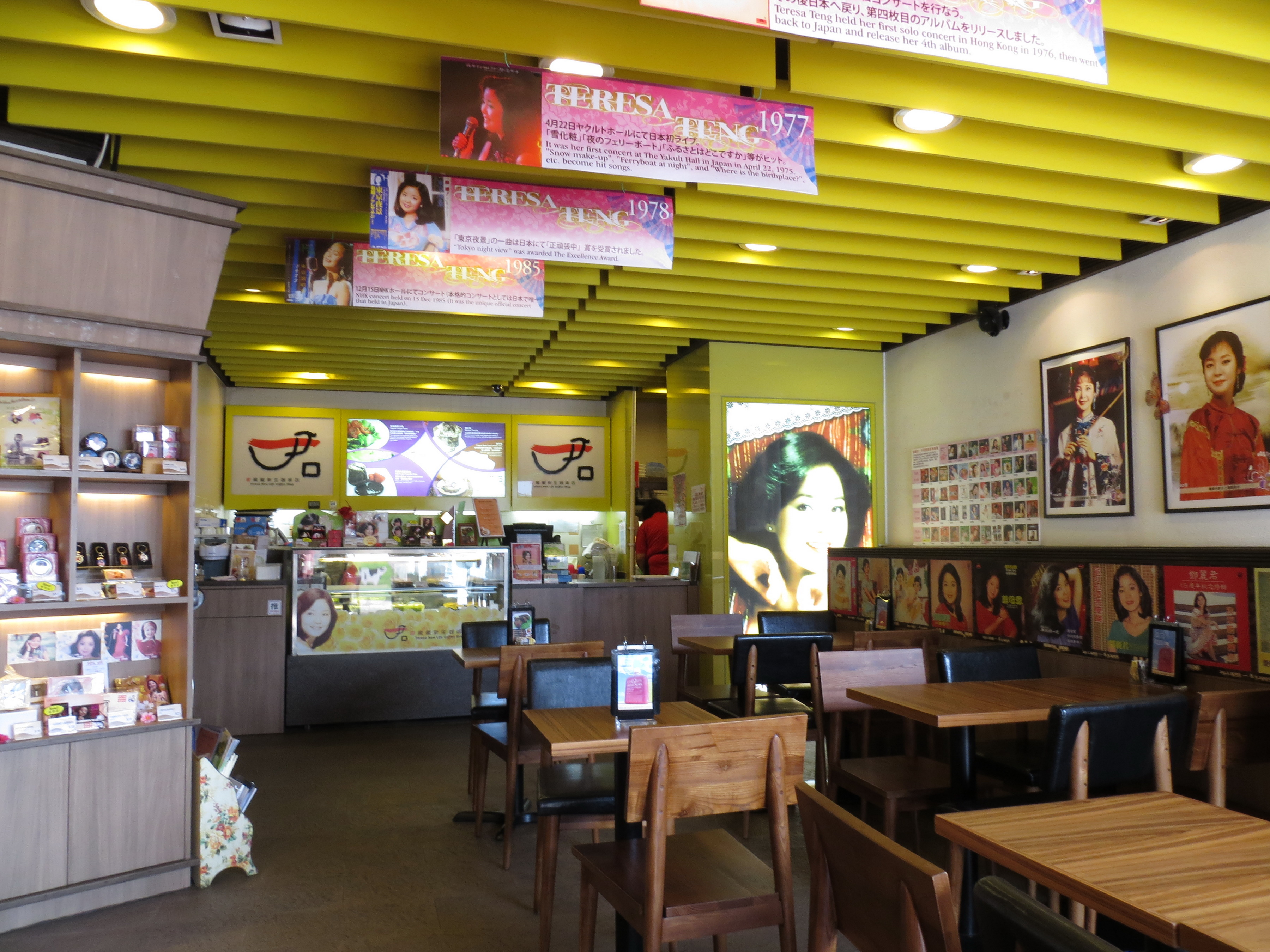
甜蜜蜜新生咖啡店，內部的裝潢佈置皆以鄧麗君為主題。

新生精神康復會有多個服務單位，包括住宿服務、續顧服務、庇護工作，訓練及活動中心和輔助就業等。
- 住宿服務：包括有中途宿舍11間、自資宿舍4間、中度智障人士宿舍2間、輔助宿舍1間和長期護理院2間。
  - 新翠宿舍（沙田，新翠邨）：建於1986年，是該會第一間招收男舍員的過渡期宿舍。
  - 石籬宿舍（葵涌，石籬(I)邨）
  - 山景宿舍（屯門，山景邨）
  - 博康宿舍（沙田，博康邨）
  - 竹園宿舍（九龍，竹園(北)邨）：自1988年啟用，他們為女性精神病康復者提供過渡性質住宿服務。
  - 利東宿舍（鴨脷洲，利東邨）
  - 天悅宿舍（天水圍，天悅邨）：前身是「屯門宿舍」，由於舊址新發邨改建為西鐵屯門站，於2001年3月17日搬入現址。
  - 賽馬會農舍（屯門，新福路）
  - 新生會大樓宿舍（I、II、III）（石硤尾，南昌街）
  - 新生銀禧宿舍（屯門，山景邨）
  - 田景宿舍（屯門，田景邨）
  - 賽馬會新生宿舍（香港，堅尼地道）：是非牟利宿舍服務，以「輔助房屋」形式運作，為精神病康復者提供費用低廉之臨時居所。
  - 屯門長期護理院（屯門，青新徑）
  - 新生會大樓長期護理院（石硤尾，南昌街）
- 職業康復：包括3間工業式工場、1間農場和輔助就業服務，於2003年開始以綜合模式運作。
  - 葵盛庇護工場（葵涌，葵盛西邨）
  - 新生會大樓庇護工場（石硤尾，南昌街）
  - 田景庇護工場（屯門，田景邨）
  - 新生農場（屯門，新福路）：成立於1968年，佔地13萬平方呎，是香港目前唯一的農業式庇護工場
  - 竹園綜合培訓中心（九龍，竹園(北)邨）
  - 石排灣綜合培訓中心
- 訓練及活動中心
  - 新康中心（屯門，安定邨）
  - 新生會大樓訓練及活動中心（石硤尾，南昌街）
- 續顧服務
  - 續顧服務（九龍，竹園(北)邨）
- 社會企業
  - 新生便利店（石硤尾、九龍醫院西翼大樓及九龍醫院康復大樓）
  - 新生鮮果店：九龍慈雲山慈雲山中心
  - 新生鮮菜店：九龍慈雲山慈雲山中心
  - 龍情聚：九龍荔灣道荔枝角公園小賣亭
  - 新生農社（屯門店及尖東店）
  - 農社330（大坑店、大圍店及金鐘店）
  - 新生糕美（石排灣邨店）
  - 新生禮品廊：青衣青嶼幹線觀景台
  - Café330（威爾斯親王醫院、明愛醫院、中文大學、香港大學）
- 其他
  - 賽馬會新生精神康復學院（石硤尾，南昌街）：創建於1997年。
  - 駐機構職業治療服務（石硤尾，南昌街）
  - 「情緒GPS」心理防疫錦囊：由香港賽馬會慈善信託基金捐助，致力提升社會人士的精神健康管理能力。